# Jiaqing
Jiaqing (Pechino, 13 novembre 1760 – Chengde, 2 settembre 1820) fu imperatore della Cina, appartenente alla dinastia Qing.

## Biografia

### I primi anni
Nacque nel Vecchio Palazzo Estivo, a 8 km a nord-ovest delle mura di Pechino, ricevendo il nome di Yongyan, cambiato poi in Yongyan quando divenne imperatore: i due nomi, identici nella grafia europea, sono in realtà indicati diversamente nella grafia cinese tradizionale in quanto il primo è il nome privato e l'altro il nome comunemente utilizzato anche se entrambi si pronunciano Yong.
Quindicesimo figlio dell'Imperatore Qianlong, sua madre era Ling, figlia di Wei Qingtai, ufficiale dell'amministrazione Qing, prima concubina di secondo rango, poi divenuta la favorita di Qianlong. Quando il figlio divenne imperatore la rese Imperatrice madre col nome di Xiao Yi Chun. Nel 1818 l'Imperatore Jiaqing ammise la famiglia di Ling nella nobiltà Manchu e cambiò il cognome cinese Wei nel manchù Weigiya.
Nel dicembre 1773 Yongyan venne segretamente prescelto da Qianlong come suo successore e nel 1789 divenne principe ereditario. Alla fine del suo regno, Qianlong si servì largamente di un primo ministro di origine manchu, Heshen il quale però tentò più volte di usurpare il trono al vecchio imperatore e venne severamente punito da Jiaqing quando questi divenne imperatore.

### Il regno
Nell'ottobre del 1795, nel suo sessantesimo anno di regno, l'Imperatore Qianlong annunciò la propria intenzione di abdicare in favore del giovane principe ereditario dal momento che non riteneva rispettoso regnare per un periodo superiore a suo nonno, l'Imperatore Kangxi. Il principe Jiaqing divenne quindi imperatore dal febbraio 1796, anche se per i due anni successivi governò solo formalmente, dal momento che le decisioni vennero prese in gran parte da suo padre Qianlong.
Con la morte di Qianlong, all'inizio del febbraio del 1799, Jiaqing ottenne il controllo totale sul governo e come primo atto perseguì l'infedele consigliere Heshen che, accusato di corruzione e abuso di potere, fu privato dei propri titoli, spogliato di tutti i suoi beni e infine gli venne intimato il suicidio; con la sua morte si scoprì che aveva lasciato un tesoro di oltre 900 milioni di tael, frutto delle sue malversazioni. La cognata di Heshen, la principessa He Xiao, era la sorella del nuovo imperatore e venne pertanto risparmiata da questa punizione. Tuttavia, nonostante l'uccisione di Heshen, la corte rimase spaccata in varie fazioni mentre gli eunuchi e i cortigiani, esautorati sotto Qianlong, riacquistarono gran parte dell'influenza sugli affari pubblici.
L'imperatore tuttavia aveva ereditato un impero prostrato dalle lunghe guerre e indebolito finanziariamente; il peggioramento dell'economia aveva generato, negli ultimi anni del regno di Qianlong, numerose rivolte tra le quali la Ribellione del Loto Bianco tra il 1796 e il 1804. Di conseguenza, l'Imperatore Jiaqing non intraprese campagne militari, ridusse le spese militari e di corte in modo da riordinare le finanze. In politica interna, per reprimere i disordini, inviò forti distaccamenti militari e, per riottenere l'appoggio dei sudditi, promulgò un'amnistia e ridusse l'imposta fondiaria.
In materia economica cercò di dare nuovo slancio alla produzione agricola, migliorando le colture e i sistemi di irrigazione e incoraggiando i contadini più produttivi. Queste misure, tuttavia, ebbero solo effetti momentanei in quanto già con il regno di suo figlio e successore Daoguang, la concorrenza con l'India britannica e il contrabbando dell'oppio che né l'imperatore né tanto meno i suoi successori riuscirono ad arrestare avrebbero provocato la decadenza dell'Impero.
Come il padre, infine, fu estremamente sospettoso nei confronti della cultura occidentale, mantenne i rigidi limiti al commercio con gli stranieri e impose severe limitazioni alla professione del cristianesimo.

### Morte e sepoltura
Il 2 settembre 1820 l'Imperatore Jiaqing morì nel Palazzo Imperiale di Rehe a 230 chilometri a nord-est di Pechino. La storiografia ufficiale cinese non riporta la causa della morte dell'Imperatore, che secondo alcuni fu dovuta ad un attacco cardiaco causato dall'obesità del sovrano. Il trono imperiale venne consegnato al figlio secondogenito: l'Imperatore Daoguang. L'Imperatore Jiaquing venne sepolto nel mausoleo di famiglia, posto a 120 km a sud-ovest di Pechino, nel Changling ("Tomba splendida").

## Famiglia

### Consorti
- Imperatrice Hitara del clan Hitara (Manchu), divenne imperatrice alla presa di potere del marito nel 1796. Fu la madre dell'Imperatore Daoguang. Venne conosciuta col nome di Imperatrice Xiao Shu Rui.
- Imperatrice Xiao He Rui, del clan Niohuru (1776 - 1849), imperatrice alla morte di Xiao Shu Rui nel 1798.
- Nobile Consorte Imperiale Gong Shun, del clan Niohuru (1787 - 1860).
- Nobile Consorte Imperiale He Yu (? - 1833) del clan Lugiya.
- Consorte Hua (? - 1808) del clan Hougiya.
- Consorte Zhuang (? - 1811) del clan Wang.
- Consorte Shu del clan Wanyan
- Concubina imperiale En (?-1846) del clan Wuya
- Concubina imperiale Xuan del clan Chengiya
- Concubina imperiale Jian (? - 1780) del clan Guangiya
- Concubina imperiale Rong (? - 1826) del clan Liang
- Concubina imperiale Chun (? - 1819) del clan Dongiya
- Concubina imperiale An (? - 1837) del clan Guargiya

### Figli

#### Maschi
- Principe Mianmu, figlio della Nobile Consorte Imperiale He Yu.
- Principe Mianning (??) (16 settembre 1782 – 25 febbraio 1850), figlio dell'Imperatrice Xiao Shu Rui (Lady Hitara), imperatore col nome di Daoguang dal 1820
- Principe Miankai (??), figlio dell'Imperatrice Xiao He Rui, del clan Niohuru
- Principe Mianxin (??), figlio dell'Imperatrice Xiao He Rui, del clan Niohuru
- Principe Mianyu (??) (1814 - 1865). Figlio di Gongsun Huang Kuai Fei, del clan Niohuru

#### Femmine
- Principessa ? (1780 - 1783) figlia della Concubina Imperiale Xuan.
- Principessa (1780 - 1783) figlia dell'Imperatrice Xiao Shu Rui.
- Principessa Zhuangjing [??????] (1781 - 1811) figlia di He Yu Huang Kuai Fei.
- Principessa Zhuangjing [??????] (1784 - 1811) figlia dell'Imperatrice Xiao He Rui.
- Principessa Hui-An (1786 - 1795).
- Principessa (1789 - 1790) figlia di Hua Fei.
- Principessa (1793 - 1795) figlia dell'Imperatrice Xiao He Rui.
- Principessa (nata e morta nel 1805) figlia di Gongsun Huang Kuai Fei.
- Principessa (1811 - 1815) figlia di Gongsun Huang Kuai Fei.